# Dere thoracica
Dere thoracica là một loài bọ cánh cứng trong họ Cerambycidae.